# Koina (Suriname)
Koina is een dorp in het oosten van Stoelmanseiland in het district Sipaliwini in Suriname. Het ligt aan de Marowijnerivier met uitzicht op Belikampoe aan tegenoverliggende oever in Frans-Guyana. Het ligt zuidelijk van Sikisani en New Libi.
Koina · Langatabbetje · Lokaloka · Nason · New Libi · Sikisani · Snesiekondre · Stoelmanseiland